# Национальные парки Канады
Национальные парки Канады насчитывают более 40 охраняемых территорий, включая национальные парки, заповедники, национальные морские заповедники, и одну национальную достопримечательность. Система Национальный парк включает 157 национальных исторических мест, которые, как и парки, находятся в ведении организации Парки Канады.
Целью Национального парка является создание системы охраняемых районов, которые представляют все различные природные регионы страны. Парки Канады — руководящий орган системы, разработал план идентификации для 39 различных регионов. К 2005 году Парки Канады отчитывались, что система уже на 60 % выполнена. Парки Канады контролируют, во-первых, защиту экологической целостности парков, а во-вторых, позволяют общественности исследовать, изучать и пользоваться природным пространством Канады.

## История
- 1885 — Основан первый национальный парк Канады — Банф (национальный парк)
- 1908—1912 — Четыре национальных парка сформированы в Альберте и Саскачеване.
- 1911 — Создана первая в мире служба национальных парков Dominion Parks Branch.
- 1930 — Парламент Канады утвердил первый Закон о Национальных парках.
- 1930 — Подписано соглашение «Transfer of resources agreement».
- 1979 — Пересмотрено законодательство о Национальных парках.
- 1984 — Первый национальный парк получил соглашение о порядке урегулирования взаимных претензий.
- 1988 — Закон о национальных парках.

### Национальные достопримечательности
В дополнение к национальным паркам, программа Национальные достопримечательности рассматривалась в 1970-х и 1980-х гг., но еще не создана. Достопримечательности, представленные на защиту специфических природных особенностей считались «выдающимися, исключительными, уникальными или редкими для всей страны». Эти природные особенности, как правило, изолированные объекты и имеют научный интерес.
На сегодняшний день лишь одна веха была учреждена — Pingo National Landmark в Северо-Западных территориях. Вторая была предложена в то же время (1984) — Nelson Head National Landmark на южной оконечности острова Банкс, также в Северо-Западных территориях. Это включило 140 км², 40 км береговой линии, а также охрану морских скал на Nelson Head и Cape Lambton. Durham Heights были включены, они достигают высоты 747 м. Законодательство, предусматривающее установку статуса Достопримечательности, требует официальный запрос от министра по охране окружающей среды в течение 10 лет (до 1994). Никто никогда не делал таких запросов.